# Козма-Презвитер

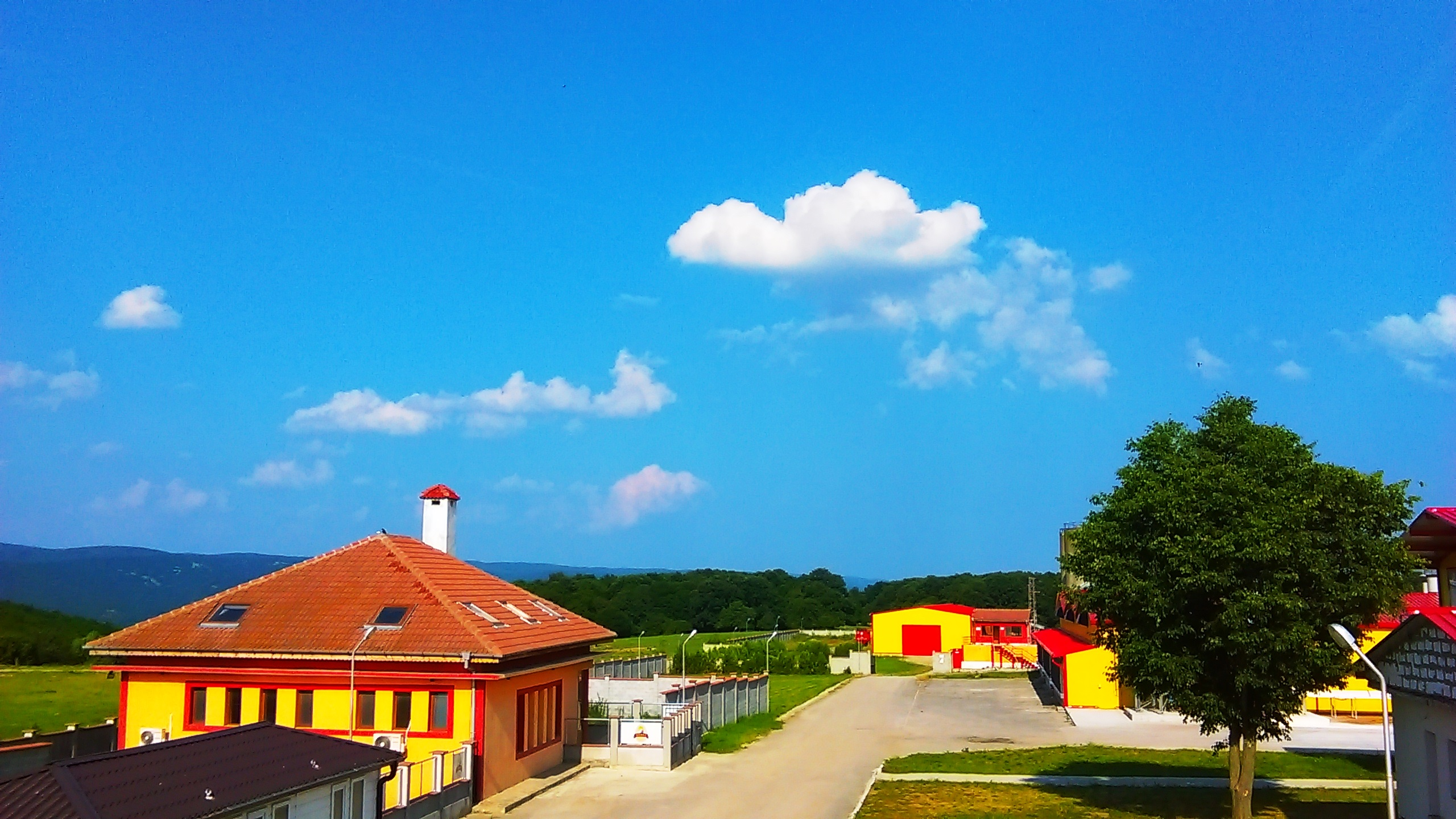

Козма-Презвитер (болг. Козма Презвитер) — село в Болгарии. Находится в Тырговиштской области, входит в общину Омуртаг. Население составляет 566 человек (2022).
До 1934 года село называлось Кара-Чуфаллар.

## Политическая ситуация
В местном кметстве Козма-Презвитер, в состав которого входит Козма-Презвитер, должность кмета (старосты) исполняет Ерджан Вели Ахмед (Движение за права и свободы (ДПС)) по результатам выборов правления кметства.
Кмет (мэр) общины Омуртаг — Неждет Джевдет Шабан (ДПС) по результатам выборов в правление общины.